# دیوید دا کونا
دیوید دا کونا (انگلیسی: David Da Cunha؛ زادهٔ ۱۹ مهٔ ۱۹۸۳) بازیکن فوتبال اهل فرانسه است.